# 見本切手
見本切手（みほんきって）とは、郵便料金前納の証として発行される切手の商品見本（標本）である。主に郵便事業体が郵便局や印刷局に真贋判別のために配布したものであるが、切手収集家など一般人向けに配布もしくは販売される場合もあった。日本においては「みほん」または「見本」の文字が加刷されていた。そのためみほん切手とも表記される。

## 概要

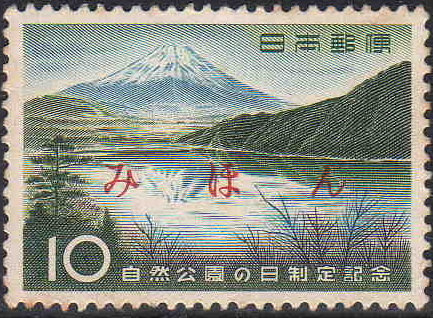
日本の「見本切手」の例（1959年）

見本切手は発行される切手と全く同じものであるが、唯一相違する点として「見本」を示す文字が印刷されていることである。そのため郵便料金納付には当然使えない。切手が発行されはじめた19世紀には既に製作されており、また万国郵便連合加盟国に対し各国郵政事業体が真贋判別のために配布されたほか、一般へのプレビュー（公開・宣伝）用に配布されたり、郵便局で「商品見本」として展示される場合もあった。現在でも多くの国々の郵便事業体で宣伝用に製作されている。
「見本」を示す文字は英語では"Specimen"（標本）であるが、日本語では「見本」もしくは「みほん」であった。前者の場合、明治時代に官報に掲載された切手発行の逓信省令公示に添付されるなど、古い時代に見られたが、後者は戦後になって郵政省（現・日本郵便）が製作した見本切手に用いられた。また日本では郵政省の外郭団体の郵便文化振興協会（旧：全日本郵便切手普及協会）発行の『新切手解説書』に貼り付けされる形で一般人も入手可能であったが、日本郵政公社（現・日本郵政グループ）移行後は切手における見本券（見本切手）そのものが製作されなくなったが、後年に製作されたグリーティング切手「鬼滅の刃」（2021年12月6日発行）では著作権の保護などを理由に日本郵便の公式ホームページにおける公開・宣伝用プレビュー画像として切手の一つ一つに「みほん」が表示されるという特殊事例もあった。
なお、日本における2010年代以降に発表されたプレビュー（公開・宣伝）用の切手・はがき類に関しては普通切手を除き、「日本郵便」（更にはがきは「NIPPON」も）の書体、および額面部分はかつて製作されていたNECテストコイル切手のように、それぞれ二本線で抹消されている。